# 13 Monocerotis
13 Monocerotis (kurz 13 Mon) ist ein bläulichweiß leuchtender, dem bloßen Auge lichtschwach erscheinender Stern im Sternbild Einhorn. Er besitzt eine scheinbare Helligkeit von 4,50m und befindet sich von der Erde aus betrachtet etwa auf halber Strecke zwischen dem Rosettennebel und dem Sternhaufen NGC 2264.
Die Entfernung von 13 Monocerotis zur Erde beträgt nach Parallaxen-Messungen der Raumsonde Gaia etwa 2680 Lichtjahre. Dieser Wert steht in gutem Einklang mit durch andere Methoden erhaltenen Entfernungsbestimmungen. So gehört der Stern wohl zur Monoceros-OB1-Sternassoziation und entstand im Sternhaufen NGC 2264, dessen Abstand zur Erde bekannt ist. Bei 13 Monocerotis handelt es sich um einen Überriesen der Spektralklasse A0 Ib, der von einem kleinen Reflexionsnebel mit der Katalogbezeichnung Van den Bergh 81 (abgekürzt VdB 81) umgeben ist. Trotz der teilweisen Streuung der vom Stern emittierten Strahlung an Staubteilchen dieses Nebels gibt es keine nennenswerte Lichtabsorption.
13 Monocerotis besitzt etwa 12 Sonnenmassen, 34 Sonnendurchmesser und 11.000 Sonnenleuchtkräfte, weswegen er zu den weniger hellen Überriesen der Leuchtkraftklasse Ib gerechnet wird. Er dreht sich mit einer projizierten äquatorialen Rotationsgeschwindigkeit von 18 km/s um seine Achse, woraus sich seine Rotationszeit zu weniger als 96 Tagen ergibt. Ursprünglich war er ein sehr heißer Stern der Spektralklasse B1, der den Wasserstoff-Vorrat in seinem Inneren vor circa 60.000 Jahren durch Kernfusion in Helium verbraucht hatte und nun auf dem Weg ist, sich zu einem roten Überriesen zu entwickeln.
Alle Überriesen der Spektralklassen A0 bis A5, die mittels der Photometrie des Satelliten Hipparcos analysiert wurden, zeigten Helligkeitsschwankungen, so dass sie zu den veränderlichen Sternen zu rechnen sind. Auch bei 13 Monocerotis wurde eine allerdings sehr geringe Variabilität seiner Helligkeit mit einer Amplitude von 0,02m festgestellt, ohne dass eine bestimmte Periode dieser Schwankungen erkennbar wäre. Eine zwischen 1997 und 2000 durchgeführte detailliertere photometrische Untersuchung des Sterns wies unregelmäßige Schwankungen von einer geringfügig größeren Amplitude von 0,04 Größenklassen nach sowie eine leichte Tendenz, dass der Stern während dieses Zeitraums etwas leuchtschwächer wurde.
Mit einer Geschwindigkeit von etwa 325 km/s bläst 13 Monocerotis durch seinen Sternwind geladene Teilchen seiner Oberfläche in den interstellaren Raum und verliert hierdurch Masse. Er wird sich zu einem massereichen Weißen Zwerg entwickeln oder als Supernova explodieren.